# Abdoul Kader Ouattara
Abdoul Kader Ouattara (26 maggio 2005) è un calciatore burkinabé, attaccante del Cercle Bruges e della nazionale burkinabé.

## Carriera

### Club
Camara ha iniziato a giocare a calcio in patria con il Rahimo e nell'agosto del 2023 è stato acquistato dal Cercle Bruges, che lo ha assegnato alla propria seconda squadra. Ha debuttato in prima squadra il 4 febbraio 2024 nell'incontro di Pro League vinto 4-1 contro il Sint-Truiden ed ha segnato il suo primo gol l'11 agosto seguente contro il Beerschot VA.

### Nazionale
Ha debuttato con la nazionale burkinabé il 6 settembre 2024 nell'incontro di qualificazione per la Coppa d'Africa 2025 pareggiato 1-1 contro il Senegal.

## Statistiche

### Presenze e reti nei club
Statistiche aggiornate al 6 settembre 2024.
| Stagione             | Squadra              | Campionato           | Campionato | Campionato | Coppe nazionali | Coppe nazionali | Coppe nazionali | Coppe continentali | Coppe continentali | Coppe continentali | Altre coppe | Altre coppe | Altre coppe | Totale | Totale | Totale |
| Stagione             | Squadra              | Comp                 | Pres       | Reti       | Comp            | Pres            | Reti            | Comp               | Pres               | Reti               | Comp        | Pres        | Reti        | Pres   | Reti   |        |
| -------------------- | -------------------- | -------------------- | ---------- | ---------- | --------------- | --------------- | --------------- | ------------------ | ------------------ | ------------------ | ----------- | ----------- | ----------- | ------ | ------ | ------ |
| 2023-2024            | Cercle Bruges        | D1                   | 7          | 0          | CB              | 0               | 0               | -                  | -                  | -                  | -           | -           | -           | 7      | 0      |        |
| 2024-2025            | Cercle Bruges        | D1                   | 5          | 1          | CB              | 0               | 0               | UEL+UECL           | 4+2                | 1+1                | -           | -           | -           | 11     | 3      |        |
| Totale Cercle Bruges | Totale Cercle Bruges | Totale Cercle Bruges | 12         | 1          |                 | 0               | 0               |                    | 6                  | 2                  |             | -           | -           | 18     | 3      |        |
| Totale carriera      | Totale carriera      | Totale carriera      | 12         | 1          |                 | 0               | 0               |                    | 6                  | 2                  |             | -           | -           | 18     | 3      |        |

### Cronologia presenze e reti in nazionale
| Cronologia completa delle presenze e delle reti in nazionale ― Burkina Faso | Cronologia completa delle presenze e delle reti in nazionale ― Burkina Faso | Cronologia completa delle presenze e delle reti in nazionale ― Burkina Faso | Cronologia completa delle presenze e delle reti in nazionale ― Burkina Faso | Cronologia completa delle presenze e delle reti in nazionale ― Burkina Faso | Cronologia completa delle presenze e delle reti in nazionale ― Burkina Faso | Cronologia completa delle presenze e delle reti in nazionale ― Burkina Faso | Cronologia completa delle presenze e delle reti in nazionale ― Burkina Faso |
| Data                                                                        | Città                                                                       | In casa                                                                     | Risultato                                                                   | Ospiti                                                                      | Competizione                                                                | Reti                                                                        | Note                                                                        |
| --------------------------------------------------------------------------- | --------------------------------------------------------------------------- | --------------------------------------------------------------------------- | --------------------------------------------------------------------------- | --------------------------------------------------------------------------- | --------------------------------------------------------------------------- | --------------------------------------------------------------------------- | --------------------------------------------------------------------------- |
| 22-3-2024                                                                   | Casablanca                                                                  | Burkina Faso                                                                | 1 – 2                                                                       | Libia                                                                       | Amichevole                                                                  | -                                                                           | 75’                                                                         |
| 26-3-2024                                                                   | Berrechid                                                                   | Niger                                                                       | 1 – 1                                                                       | Burkina Faso                                                                | Amichevole                                                                  | -                                                                           |                                                                             |
| 6-9-2024                                                                    | Diamniadio                                                                  | Senegal                                                                     | 1 – 1                                                                       | Burkina Faso                                                                | Qual. Coppa d'Africa 2025                                                   | -                                                                           | 82’                                                                         |
| 10-9-2024                                                                   | Bamako                                                                      | Burkina Faso                                                                | 3 – 1                                                                       | Malawi                                                                      | Qual. Coppa d'Africa 2025                                                   | -                                                                           | 74’                                                                         |
| Totale                                                                      |                                                                             | Presenze                                                                    | 4                                                                           |                                                                             | Reti                                                                        | 0                                                                           |                                                                             |